# Calomicrus macedonicus
Calomicrus macedonicus es un coleóptero de la familia Chrysomelidae.
Fue descrita científicamente por primera vez en 1975 por Tomov.